# Влізло Василь Васильович
Влізло Василь Васильович — доктор ветеринарних наук, професор, академік НААН України, Заслужений діяч науки і техніки України, Лауреат державної премії України в галузі науки і техніки.

## Біографія
Народився 1 лютого 1960 р. в с. Голгоча Підгаєцького району Тернопільської області. У 1982 р. з відзнакою закінчив Білоцерківський сільськогосподарський інститут. З 1982 по 1984 рр. працював головним ветеринарним лікарем колгоспу у Дніпропетровській області. З 1984 по 1987 рр. навчався в аспірантурі при Московській ветеринарній академії ім. К. І. Скрябіна. Дисертацію на здобуття наукового ступеня кандидата ветеринарних наук захистив у 1988 р. у Московській ветеринарній академії ім. К. І. Скрябіна. У 1988—1993 рр. — асистент, у 1993—1995 та 1997—1999 рр. — доцент, а у 1995—1997 рр. — докторант Білоцерківського сільськогосподарського інституту. ==
Дисертацію на здобуття наукового ступеня доктора ветеринарних наук захистив у 1998 р. у Національному аграрному університеті, м. Київ.
З 1999 по 2000 рр. працював професором у Білоцерківському державному аграрному університеті. У 2000—2005 рр. — завідувач кафедри клінічної діагностики Львівської державної академії ветеринарної медицини ім. С. З. Ґжицького. З 2001 по 2019 рр. — директор Інституту біології тварин НААН. 2019–2020 рр. Головний науковий співробітник Державного науково-дослідного контрольного інституту ветеринарних препаратів та кормових добавок. З 2020 р. працює професором кафедри внутрішніх хвороб тварин та клінічної діагностики Львівського національного університету ветеринарної медицини та біотехнологій ім.. С.З. Гжицького. У 2019 р. обраний гостьовим професором ветеринарного факультету Аграрного університету м. Ціндао (Qingdao Agricultural University), Китай.

## Наукова діяльність
Влізло В. В. — відомий вчений у галузі ветеринарної медицини в Україні та світі. Вніс помітний вклад у вивченні внутрішніх і метаболічних хвороб тварин, а також розвиток вітчизняної ветеринарної клінічної біохімії. Працював над науковими проектами та проходив наукове стажування у Німеччині, Австрії та Швейцарії. На основі експериментальних досліджень, які провів в Україні та країнах Західної Європи, вивчив нові механізми розвитку жирової дистрофії печінки у високопродуктивних корів, запропонував нові методи діагностики, лікування та профілактики хвороби. Довів розвиток ліпомобілізаційного синдрому (ожиріння-кетоз-гепатоз). Вперше у ветеринарній медицині дослідив окремі механізми виникнення гепато-церибрального, гепато-ренального та гепато-дерматичного синдромів. Вивчив органолептичні, морфологічні та біохімічні показники ліквору. Вперше в Україні провів ультразвукові дослідження внутрішніх органів тварин. На основі проведених досліджень в Україні та країнах Європи В.В. Влізло вперше у нашій державі описав зміщення сичуга у високопродуктивних корів, вказав на важливість діагностики та лікування хворих.
Василь Васильович Влізло — перший науковець України, який на високому науковому та методичному рівні досліджував пріонні інфекції. Зусиллями вченого у 2001 р. Державним департаментом ветеринарної медицини України та Українською академією аграрних наук було створено Науково-виробничий центр з вивчення пріонних інфекцій тварин. Дослідження проводилися спільно з провідними науковими центрами світу. У Швейцарії він клінічно досліджував хвору на губчастоподібну енцефалопатію велику рогату худобу, відпрацьовував лабораторні методи діагностики. Пізніше вивчав епізоотичну ситуацію, діагностику, профілактику та заходи боротьби щодо пріонних інфекції у країнах Європи (Австрія, Німеччина, Франція, Нідерланди, Польща, Ірландія та ін.). За його участю видані цілий ряд законодавчих і рекомендаційних актів (Постанови, інструкції, рекомендації та ін.), які стосувалися заходів, пов'язаних з недопущенням на територію України збудників пріонних інфекцій. Під його керівництвом створюються нові засоби лікування та профілактики трансмісивних спонгіформних енцефалопатій. 
Перебуваючи на посаді директора Інституту біології тварин НААН, В.В. Влізло активно працював над розвитком авторитету установи та активізації її науково-дослідної роботи. Зростала результативність досліджень, зміцнювалися творчі зв’язки з науковими установами і вищими навчальними закладами в Україні та за її межами. Особлива увага приділялася методичній роботі, оснащенню інституту сучасними приладами, проведенню акредитацій лабораторій. Академік В.В. Влізло приділяв велику увагу підготовці наукових кадрів, вихованню молодих науковців, дотриманню принципів толерантного і демократичного відношення у спілкуванні співробітників. За період 2001–2019 рр. в Інституті підготовлено і захищено велику кількість кандидатських і докторських дисертацій. За рівним забезпечення науковими кадрами (кандидатами та докторами наук) Інститут займав перші місця у системі НААН. Цьому сприяло успішне функціонування спеціалізованої вченої ради Інституту, яку він очолював протягом 18 років. 
У останні роки вчений проводить наукові дослідження щодо застосування нанобіотехнологій для синтезу нових лікарських засобів у лікуванні та профілактиці хвороб тварин, скерованому транспортуванню препаратів до уражених органів і тканин.
Влізло В. В. — автор і співавтор майже 650 наукових праць, з них більше 150 англійською мовою, зокрема у провідних виданнях світу, які входять у наукометричнні бази Scopus та Web of Science. Він співавтор 31 підручників, довідників, монографій, має 40 патентів і авторських свідоцтв, 35 методичних рекомендацій, технічних умов та інструкцій для науки і практики. Станом на кінець 2023 р. рівень цитувань за Google Scholar, Scopus є одним із найвищих серед вчених України, які працюють в галузі тваринництва та ветеринарної медицини.
Підготував п'ять докторів і 18 кандидатів наук та PhD.
У 2002 році обраний членом-кореспондентом УААН, а у 2007 — академіком НААН.
Голова спеціалізованої вченої ради із захисту дисертацій при Львівському національному університеті ветеринарної медицини та біотехнологій ім.. С.З. Гжицького. Заступник головного редактора редакційної колегії міжвідомчого тематичного наукового збірника «Передгірне та гірське землеробство і тваринництво», член редакційних колегій міжнародних журналів (Scopus, Web of Science) «Annals of Animal Science» та Agricultural Science and Practice; а також вітчизняних Ukrainian Journal of Veterinary and Agricultural Sciences, «Вісник аграрної науки», МТНЗ «Ветеринарна медицина», «Ветеринарна біотехнологія», НЗ «Науковий вісник ветеринарної медицини» та ін.
Влізло В. В. член секції сільського господарства Комітету з державних премій України в галузі науки і техніки.
Президент Української асоціації буятрики та член світової асоціації буятрики (хвороб жуйних тварин).
Удостоєний звання Заслужений діяч науки і техніки України (2013 р.), Лауреат державної премії України в галузі науки і техніки (2019 р.), нагороджений грамотами, подяками та відзнаками НААН, ВАК України, Західного наукового центру НАН і МОН України, Міністерства аграрної політики та продовольства України, Львівської обласної державної адміністрації, Львівської обласної ради, Львівської міської ради, Львівської обласної організації профспілки, Державного комітету ветеринарної медицини України, медалями Аграрної академії м. Краків і подякою Природничого університету м. Вроцлав, Польща, а також відзнакою Аграрного університету Ціндао, Китай. Лауреат премії НААН «За видатні досягнення в аграрній науці» та ім.. С.З. Гжицького. За активну участь у міжнародному співробітництві обраний почесним амбасадором міста Львова.